# 熱塔萊
熱塔萊（斯洛維尼亞語： 發音：[ʒɛˈtaːlɛ]），是斯洛維尼亞東部熱塔萊市鎮内的村莊及其行政中心，與克羅埃西亞接壤。當地傳統上屬於下施蒂里亞地區，現在包含在波德拉夫統計區中。

## 節日
十月的栗子節在當地家喻戶曉。每年8月15日，是聖母升天節和斯洛文尼亞的公共假期，都會舉行名為 Jarmek 的年度朝聖活動，朝聖者步行前往聖母進教之佑瞻禮教堂（斯洛文尼亞語：Marija pomoćnica），當地稱為 Marijatrošt。

## 外部連結
- Žetale on Geopedia （页面存档备份，存于）